# Marie-Ange Rousselot
Pour les articles homonymes, voir Rousselot.
 (septembre 2024).
Si vous disposez d'ouvrages ou d'articles de référence ou si vous connaissez des sites web de qualité traitant du thème abordé ici, merci de compléter l'article en donnant les références utiles à sa vérifiabilité et en les liant à la section « Notes et références ».
Marie-Ange Rousselot, née le 9 septembre 1987 à Bogota, en Colombie, est une femme politique franco-suisse (originaire de Cologny), membre de Renaissance et du parti des Vert'libéraux.
Elle devient suppléante de la sixième circonscription des Français établis hors de France (qui comprend la Suisse et le Liechtenstein) lors de l'élection du député Marc Ferracci le 19 juin 2022, et le supplée de nouveau lors des élections législatives anticipées de juin et juillet 2024.
Le 22 octobre 2024, elle succède à Marc Ferracci, nommé ministre chargé de l'industrie, et devient députée de la sixième circonscription des français de l'étranger.

## Biographie

### Origines et études
Marie-Ange Rousselot naît en 1987 à Bogota.
Elle est adoptée peu après sa naissance par un couple parisien : Hervé Rousselot, chef d'entreprise, et Colette Nouvel-Rousselot, aussi cheffe d'entreprise et plus tard personnalité politique, qui publie un livre en 2000 sur cette adoption et celle d'un autre enfant,. Après avoir vécu à Paris, sa famille s'installe dans le canton de Genève, à Cologny, en 1998,.
Marie-Ange Rousselot est binationale franco-suisse. Elle est scolarisée à l'Institut Florimont, à Genève, puis au Collège de Candolle. Elle poursuit ses études à l'Université de Genève, en sciences politiques, puis étudie la communication politique à l'Université Paris 1 Panthéon-Sorbonne.

### Parcours professionnel
Au terme de ses études, elle travaille au sein de l'Institut français d'opinion publique (IFOP), à Paris, avant de devenir en 2014 collaborateur parlementaire de la députée UMP Laurence Arribagé, puis du député de la sixième circonscription des Français de l'étranger (Suisse et Liechtenstein) Joachim Son-Forget.
En 2016, elle fonde Subrosa, une agence de communication basée à Paris, à travers laquelle elle conseille diverses entreprises et institutions sur leurs stratégies de communication. Deux ans plus tard, en 2018, elle rentre à Genève pour reprendre les rênes de Diversification Europe, l'entreprise qui gère le patrimoine mobilier et immobilier de sa famille,, notamment l'exploitation de chalets à Megève.

### Parcours politique
Elle est présidente de la Fédération des Français de l'étranger et membre du bureau exécutif du parti Renaissance en France. Elle est membre du parti des Vert'libéraux en Suisse.
Elle siège comme conseillère municipale de la ville de Touques (Calvados), où sa famille possède une résidence secondaire, depuis 2008.
En Suisse, elle se présente sur la liste des Vert'libéraux pour l’élection au Grand Conseil du Canton de Genève du 2 avril 2023. Elle est également candidate pour le Conseil national lors des élections fédérales d'octobre 2023.

### Positionnement politique
Elle se dit « centriste libérale, qui apprécie la social-démocratie ».

### Vie privée
Elle est mère de deux enfants et vit à Collonge-Bellerive, dans le canton de Genève.